# Ariagny Daboín
Ariagny Idayari Daboín Ricardo (Maracay, 3 de enero de 1997) es una psicóloga, modelo y reina de belleza venezolana, ganadora del título Miss Venezuela Mundo 2021. Daboín representó al estado Cojedes en dicha edición y representará a Venezuela en el Miss Mundo 2023.
Su proyecto social «Vidas Brillantes», obtuvo la acreditación de la Unesco.

## Biografía

### Primeros años y educación
Daboín nació y se crio en Maracay, Aragua. Ariagny obtuvo un título como psicóloga clínica otorgado por la Universidad Arturo Michelena en Valencia, Estado Carabobo.
Ariagny es profesora de pole dance y ha practicado voleibol por varios años. Además se desempeñó como reportera del periódico local El Siglo de Maracay. Desde los 7 años incursionó en el mundo del modelaje, y a los 18 años realizó su primer intento para ingresar en las filas del Miss Venezuela.
Daboín durante su formación académica como psicóloga ha participado en diferentes actividades sociales dirigidas a niños en situación de riesgo. También ha asistido como voluntaria a comedores, actividades dinámicas para niños en escuelas de bajos recursos o actividades en la calle como entrega de regalos, y visitas a diversos a adultos mayores.

## Trayectoria

### Miss Venezuela Mundo 2021
Daboín representó al estado Cojedes en el Miss Venezuela 2021. Ariagny compitió junto a otras 17 candidatas por el disputado título, siendo considerada una moderada favorita a obtener un título en la noche final. Al final del evento, realizado el 28 de octubre de 2021, Daboín fue coronada por su antecesora, Alejandra Conde, como Miss Venezuela Mundo 2021.
La última representante del estado Cojedes en obtener el título de Miss Venezuela Mundo fue Hannelly Quintero en 2007.
Durante su reinado creó su proyecto social  Vidas Brillantes, un plan que surge de la necesidad de apoyo psicológico, también ante el aumento de casos de depresión y suicidio en toda Latinoamérica y en el mundo, además de las conductas violentas. Con esta iniciativa, aspira brindar educación emocional a los niños, en donde aprenderán a gestionar sus emociones, identificarlas y trabajar con ellas. Este  proyecto ha sido llevado a los colegios desde el preescolar hasta la secundaria.
En febrero del 2023 ,Vidas brillantes, el proyecto social liderado por  Daboin,  junto al equipo del Instituto de Formación Profesional Yuj, fue reconocido como programa de formación por la UNESCO. Dentro de las acciones de Vidas brillantes que fueron avaladas por la Organización de las Naciones Unidas para la Educación, la Cultura y la Ciencia (UNESCO) se encuentran el neuroyoga en el aula, la gestión emocional y el semillero de empresas, programas que son impartidos directamente por Ariagny Daboin como psicólogo clínico con el apoyo del grupo de profesionales del Instituto de Formación Profesional Yuj que la acompañan.

### Miss Mundo 2023
Daboín representará a Venezuela en el Miss Mundo 2023.

## Cronología
| Predecesor: Alejandra Conde | Miss Venezuela Mundo 2021 | Sucesor: En el cargo   |
| Predecesor: Camile Ramírez  | Miss Cojedes 2021         | Sucesor: Linamar Nadaf |

| Venezuela en los Grand Slam 2022 | Venezuela en los Grand Slam 2022 | Venezuela en los Grand Slam 2022 | Venezuela en los Grand Slam 2022 | Venezuela en los Grand Slam 2022 | Venezuela en los Grand Slam 2022 | Venezuela en los Grand Slam 2022 |
| Miss Universo                    | Miss Mundo                       | Miss Internacional               | Miss Intercontinental            | Miss Tierra                      | Miss Supranacional               | Miss Grand Internacional         |
| -------------------------------- | -------------------------------- | -------------------------------- | -------------------------------- | -------------------------------- | -------------------------------- | -------------------------------- |
| Amanda Dudamel                   | Ariagny Daboín                   | Isbel Parra                      | Emmy Carrero                     | Oriana Pablos                    | Ismelys Velásquez                | Luiseth Materán                  |

| Venezuela en los Grand Slam 2023 | Venezuela en los Grand Slam 2023 | Venezuela en los Grand Slam 2023 | Venezuela en los Grand Slam 2023 | Venezuela en los Grand Slam 2023 | Venezuela en los Grand Slam 2023 | Venezuela en los Grand Slam 2023 | Venezuela en los Grand Slam 2023 |
| Miss Universo                    | Miss Mundo                       | Miss Internacional               | Miss Intercontinental            | Miss Tierra                      | Miss Supranacional               | Miss Grand Internacional         | Miss Charm                       |
| -------------------------------- | -------------------------------- | -------------------------------- | -------------------------------- | -------------------------------- | -------------------------------- | -------------------------------- | -------------------------------- |
| Diana Silva                      | Ariagny Daboín                   | Andrea Rubio                     | Migleth Cuevas                   | Jhosskaren Carrizo               | Selene Delgado                   | Valentina Martínez               | Lady Di Mosquera                 |

- Datos: Q109784725